# Vergence (optique géométrique)
En optique géométrique, la vergence, dans certains cas nommée puissance, puissance intrinsèque, ou pouvoir dioptrique, est une grandeur algébrique notée V, D,, ou Φ, qui caractérise les propriétés de focalisation d'un système optique.  Elle est homogène à l'inverse d'une longueur et s'exprime en dioptries (δ). La vergence d'un système optique est positive pour un système convergent et négative pour un système divergent : elle prend le même signe que la distance focale image.
Pour un système optique séparant des milieux dont les indices de réfraction, n et n' dans le sens de la propagation de la lumière, sont différents, la vergence est définie à partir des distances focales objet f et image f' par :
Dans le cas d'un système optique plongé dans l'air ou le vide, la vergence peut être définie simplement comme l'inverse de la distance focale image.
De manière plus générale, en prenant en compte les systèmes optiques constitués d'un nombre impair de miroirs, m étant le nombre d'éléments catoptriques, la vergence s'exprime (si l'on ne tient pas compte des miroirs qui ne servent qu'à couder le faisceau) :
La vergence est tout particulièrement utilisée pour caractériser les lentilles correctrices (verres correcteurs et lentilles de contact) en optique physiologique.
En optique physiologique et en ophtalmologie, la  vergence est aussi le mouvement des deux yeux lorsque leurs axes visuels ne sont pas parallèles : convergence en cas de rapprochement, divergence en cas d'éloignement. Il existe d'ailleurs entre autres une synergie entre la vergence (au sens de l'ophtalmologie) et l'accommodation, c'est-à-dire la modification de la vergence de chaque œil (au sens de l'optique géométrique) en fonction de la distance de l'objet observé.

## Définition élargie
Pour un système optique de points principaux H et H' , les indices de réfraction des milieux objet et image étant respectivement n et n' , et pour un point objet A et son image A' , on appelle
{\displaystyle \textstyle {\frac {1}{\overline {H'A'}}}} la proximité de l'image, {\displaystyle \textstyle {\frac {n'}{\overline {H'A'}}}} la vergence de l'image, {\displaystyle \textstyle {\frac {1}{\overline {HA}}}} la proximité de l'objet et {\displaystyle \textstyle {\frac {n}{\overline {HA}}}} la vergence de l'objet.
Ainsi, la vergence du système est égale à la vergence de son foyer image, ou, ce qui revient au même, à l'opposé de la vergence de son foyer objet.

## Vergence de l’œil
Le foyer image de l’œil "normal" au repos est sur la rétine, de sorte que l'observateur emmétrope voit nettement et sans effort les objets éloignés. La distance focale image f'  de l’œil humain vaut dans ce cas en moyenne, 22,3 mm et l'indice de réfraction n'  du milieu image (le corps vitré) vaut, 1,336. La vergence de l’œil vaut ainsi environ,
{\displaystyle V={\frac {n'}{f'}}={\frac {1{,}336}{0{,}0223\ {\mathsf {m}}}}\approx 60\ \delta }.
À elle seule, la surface antérieure de la cornée a une vergence d'environ 48 δ, mais sa surface postérieure de −6 δ. Le cristallin au repos a une vergence d'environ 20 δ. La vergence totale de l’œil se calcule avec la formule de Gullstrand (voir plus bas). 
Lors de l'accommodation, la vergence de l’œil augmente, grâce à la déformation élastique et à la légère variation de l'indice de réfraction du cristallin,,. Elle passe ainsi de 60 δ en vision de loin à 62,5 δ pour voir net un objet à 40 cm, et à 64 δ pour voir net un objet à 25 cm.

## Formules

### Formule des vergences
La relation de conjugaison pour les systèmes centrés, avec origines aux points principaux (ou relation de Descartes) est :
{\displaystyle {\frac {n'}{\overline {H'A'}}}-{\frac {n}{\overline {HA}}}=V}.
Cette relation est parfois appelée formule des vergences, et se lit, conformément à la définition élargie de la vergence : la vergence de l'image est égale à la vergence V du système, plus la vergence de l'objet.
Quand l’œil accommode, sa vergence augmente mais la position du point principal image varie peu et la rétine reste fixe. Donc, si l'on néglige le déplacement du point principal image (ce qui n'est pas tout à fait légitime), la vergence de l'image ne change pas. Si un objet éloigné se rapproche à 25 cm de l’œil, la vergence de l'objet passe de 0 à −4 dioptries et la formule des vergences montre que la vergence de l’œil augmente de 4 dioptries.

### Formule de Gullstrand
La formule de Gullstrand, énoncée par le suédois Allvar Gullstrand, donne la vergence d'un système centré en fonction des vergences {\displaystyle V_{1}} et {\displaystyle V_{2}} des deux systèmes centrés qui le composent, de l’indice {\displaystyle n} du milieu qui les sépare et de l'interstice {\displaystyle e={\overline {H_{1}'H_{2}}}} qui sépare leurs plans principaux
Dans le cas de lentilles minces, la distance {\displaystyle e} est égale à la distance qui sépare les centres optiques. De plus, si les deux lentilles minces sont accolées, {\displaystyle e} est nul et on a : {\displaystyle V=V_{1}+V_{2}}.

### Vergence d'un dioptre sphérique
Soit un dioptre sphérique de sommet {\displaystyle S} et de centre {\displaystyle C}, son rayon algébrique est noté : {\displaystyle R={\overline {SC}}}.
Ce dioptre sépare, dans le sens du trajet de la lumière, deux milieux successifs d'indices {\displaystyle n_{1}} et {\displaystyle n_{2}}. Alors, la vergence de ce dioptre est :
Dioptre sphérique convexe de rayon 1 m, séparant l'air du verre (dans cet ordre)
{\displaystyle V={\frac {1,5-1}{1}}=0,5\ \mathrm {\delta } }  ;   {\displaystyle f={\frac {-1}{0,5}}=-2\ \mathrm {m} }  ;   {\displaystyle f\,^{'}={\frac {1,5}{0,5}}=3\ \mathrm {m} }

### Vergence d'une lentille sphérique
Une lentille sphérique épaisse est constituée de deux dioptres sphériques consécutifs.
où {\displaystyle n} désigne l'indice du matériau utilisé, {\displaystyle n_{o}} l'indice du milieu, {\displaystyle f\,^{'}}la distance focale image, {\displaystyle R_{1}={\overline {S_{1}C_{1}}}} et {\displaystyle R_{2}={\overline {S_{2}C_{2}}}} les rayons de courbure des deux dioptres et {\displaystyle e={\overline {S_{1}S_{2}}}} la distance entre les sommets des dioptres.
Dans le cas simplifié d'une lentille mince, c'est-à-dire dont l'épaisseur est négligeable face aux rayons de courbure, plongée dans l'air, la relation se simplifie de la façon suivante.
{\displaystyle V={\frac {1}{f\,^{'}}}=(n-1)\left({\frac {1}{R_{1}}}-{\frac {1}{R_{2}}}\right)}